# Frank Flehmig
Frank Flehmig (* 14. April 1951) ist ein deutscher ehemaliger Fußballspieler. In Glauchau, Ruhla und Sondershausen war er im Spielbetrieb des DDR-Fußballs in der zweitklassigen DDR-Liga aktiv.

## Sportliche Laufbahn
Die ersten Punktspiele im zweitklassigen Ligenbereich bestritt Frank Flehmig im Alter von 21 Jahren beim DDR-Ligisten BSG Chemie Glauchau. Am 15. Spieltag der Saison 1971/72 kam er als Mittelfeldspieler zum ersten Mal zum Einsatz. Es folgten unmittelbar zwei weitere Ligaspiele: Einmal über 70 Minuten und einmal 45 Minuten lang. Am Saisonende musste Chemie Glauchau in die Bezirksliga absteigen. 
Erst zur Saison 1974/75 tauchte Flehmig wieder in der DDR-Liga auf, nun für die TSG Ruhla spielend. Von den 22 ausgetragenen Ligaspielen bestritt er 15 Partien und war einmal als Torschütze erfolgreich. Zuvor hatte er 1974 der BSG zum Aufstieg aus der Bezirksliga verholfen. Als Liganeuling konnte die TSG den Klassenerhalt nicht sichern und stieg umgehend wieder in die Bezirksliga ab. Frank Flehmig blieb ihr noch bis 1981 erhalten. 
Mit Beginn der Spielzeit 1981/82 nahm Flehmig erneut einen Mannschaftswechsel vor und schloss sich der BSG Glückauf Sondershausen an, die in der DDR-Liga vertreten war. Als Mittelfeldspieler war er zwei Spielzeiten lang Stammspieler bei Glückauf, verpasste nur drei Punktspiele und wurde mit elf Treffern zu einem erfolgreichen Torjäger. In den folgenden zwei Spielzeiten neigte sich Flehmigs leistungssportlich Karriere dem Ende zu. 1983/84 kam er nur in elf Ligaspielen zum Einsatz, von denen er nur acht über die volle Spieldauer absolvierte und torlos blieb. Mit 33 Jahren ging er 1984/85 in seine letzte DDR-Liga-Saison. Er wurde 18-mal aufgeboten (neunmal über 90 Minuten), schoss aber noch drei Tore. 
Nachdem Frank Flehmig noch eine Saison lang für die 2. Mannschaft der BSG Glückauf in der Bezirksliga spielte, wurde er danach Trainer bei der BSG. 